# Моспанівський заказник
Моспанівський — ентомологічний заказник місцевого значення. Об'єкт розташований на території малинівської селищної громади Чугуївського району Харківської області, біля села Мосьпанове.
Площа — 5 га, статус отриманий у 1984 році.
Охороняється ділянка степової та водно-болотної (очерет, осока) рослинності у балці зі струмком, що впадає в річку Крайня Балаклійка. 
Заказник підтримує існування комах-ентомофагів (бджоли, джмелі, оси-сфеціди) та запилювачів сільськогосподарських культур. Трапляються рідкісні види комах: богомол звичайний, вусач-коренеїд хрестоносець, сколія степова, джміль глинистий, рофітоїдес сірий, мелітурга булавовуса, мелітта заяча.